# Грегор от Утрехт
Свети Грегор от Утрехт (на немски: Gregor von Utrecht, Gregor von Pfalzel, * ок. 707/708 в Трир, † 25 август 775 или 776 в Утрехт) е мисионер и абат. Той управлява епископство Утрехт (официално не е епископ) и е почитан като Светия.
Грегор произлиза от знатната франкска фамилия Хугобертини и е възпитаван в дворцовото училище. Той е внук на Адела. През 721 г. той се присъединява към Бонифаций. С него той мисионира в Тюрингия и Хесен. През 737/738 г. отива с него в Рим. През 747 г. той става абат на манастир Св. Мартин в Утрехт. След смъртта на Бонифаций през 754 г. той е ръководител на мисията между фризите. Той е учител на Людгер, архиепископ на Мюнстер, който пише за него книгата Liudgeri vita Gregorii abbatis Traiectensis.
Погребан е в абатството Сустерен близо до Маастрихт.